# Доронін Павло Іванович
Павло Іванович Доронін (рос. Павел Иванович Доронин; 13 липня 1909, село Барлук Іркутської губернії — 16 липня 1976, місто Кишинів) — радянський партійний і державний діяч. Генерал-майор (з 1942 року). Депутат Верховної Ради СРСР 1—2-го і 4—5-го скликань. Кандидат у члени ЦК ВКП(б) (1939—1952). Член ЦК КПРС (1956—1961).

## Біографія
Народився 30 червня (13 липня) 1909 року в селі Барлук Кіренського повіту Іркутської губернії (нині Куйтунського району, Іркутської області) в родині робітника. У 1922 році вступив до комсомолу.
У травні 1924 — червні 1925 року — член правління мисливської спілки в селі Барлук. З червня 1925 по жовтень 1926 року — завідувач агітаційно-пропагандистського відділу Куйтунського районного комітету ВЛКСМ Тулунського округу Іркутської області.
У жовтні 1926 — червні 1929 року — студент 1-го Сибірського політехнічного технікуму імені Тімірязєва в місті Томську.
Член ВКП(б) з грудня 1927 року.
З червня 1929 по червень 1930 року працював інструктором—ревізором окружної спілки споживчої кооперації в місті Ленінськ-Кузнецькому Західно-Сибірського краю.
У червні 1930 — березні 1932 року — співробітник Томського міського відділу ДПУ.
У березні 1932 — вересні 1933 року — начальник спецвідділу Ленінградського електромеханічного інституту. У вересні 1933 — квітні 1934 року — начальник спецвідділу Ленінградського харчоторгу.
У квітні 1934 — вересні 1936 року — викладач, заступник військового керівника Ленінградського індустріального інституту.
У вересні 1936 — січні 1938 року — слухач Інституту червоної професури в місті Ленінграді.
У січні — березні 1938 року — викладач партійних курсів Ленінградського обласного комітету ВКП(б).
У березні — травні 1938 року — відповідальний організатор відділу керівних партійних органів ЦК ВКП(б) у Москві.
У травні — липні 1938 року — в.о. 1-го секретаря Курського обласного комітету ВКП(б). 12 липня 1938 — грудень 1948 року — 1-й секретар Курського обласного комітету ВКП(б).
Під час німецько-радянської війни в серпні—листопаді 1941 року очолював Комітет оборони міста Курська. З 1941 року — член Військової ради Брянського фронту, у  серпні 1942 — березні 1943 року — начальник Політичного управління Сталінградського і Південного фронтів.
У січні 1949 — січні 1950 року — слухач курсів перших секретарів обкомів при ЦК ВКП(б) в Москві.
У січні 1950 — квітні 1951 року — інспектор ЦК ВКП(б) в Москві.
У квітні 1951 — вересні 1953 року — заступник голови виконавчого комітету Смоленської обласної ради депутатів трудящих.
18 вересня 1953 — 16 лютого 1954 року — голова виконавчого комітету Смоленської обласної ради депутатів трудящих.
У січні 1954 — 11 лютого 1961 року — 1-й секретар Смоленського обласного комітету КПРС.
З лютого 1961 року — на пенсії в містах Смоленську і Кишиневі. Автор книг: «На землі Смоленській» (1958), «Солдати Сталінграда» (1974).

## Нагороди
Нагороджений трьома орденами Леніна, орденом Червоного Прапора і медалями СРСР.